# GLaDOS
GLaDOS (укр. ҐЛаДОС) — персонаж відеоігор Portal і Portal 2 та супутніх коміксів. GLaDOS є суперкомп'ютером зі штучним інтелектом, який був розроблений корпорацією Aperture Science для Лабораторії дослідження природи порталів, але вийшов з-під контролю і захопив Лабораторію. Впродовж ігор GLaDOS здійснює експерименти над людьми, змушуючи їх вирішувати головоломки з використанням пристрою для телепортації.
Сама назва GLaDOS розшифровується як «Genetic Lifeform and Disk Operating System»— Генетична Форма Життя і Дискова Операційна Система. У Portal GLaDOS є як ворогом гравця, так і його провідником по Центру розвитку при Лабораторії дослідження природи порталів. Вона спостерігає і контролює проходження героїнею Челл випробувань, дає вказівки з вирішення головоломок, а іноді з чорним гумором промовляє поради та застереження. В Portal 2 вона тимчасово стає союзницею Челл і з'ясовується, що GLaDOS заснована на особистості живої людини.

## Історія створення GLaDOS
Згідно сюжету Portal, в 1986 році, під час розробки проєкту миттєвих переміщень в просторі під назвою «Портал» у лабораторії дослідження природи порталів, керівництву Aperture Science стало відомо, про подібні дослідження в Дослідницькому Центрі «Чорна Меза». Маючи на меті перевагу в технологічних перегонах над конкурентами, Aperture Science почали розробку потужного суперкомп'ютера зі штучним інтелектом, що повинен був стати асистентом в їхніх дослідженнях.
Через десять років у 1996, частина GLaDOS — Дискова операційна система — мала переважно функціональний стан і вчені Aperture Science почали створення Генетичної Форми Життя. Запуск GLaDOS відбувся в першому десятилітті XXI століття, в рамках першого проведеного в Лабораторії заходу «Приведи доньку на роботу». Активована GLaDOS отримала самосвідомість, та майже одразу ж вийшла з-під контролю; отримавши керування над усією Лабораторією, GLaDOS замкнула в ній персонал Aperture Science і застосувала смертельнийнейротоксин та вбила майже весь персонал. Комусь з уцілілих вдалось встановити модуль моральності на суперкомп'ютер, GLaDOS припинила вбвства персоналу. Замість цього, суперкомп'ютер організувовує безперервні тести з порталами, спрямовані на перемогу в технологічних перегонах з Чорною Мезою. В наслідок Каскадного Резонансу в Чорній Мезі, перегони фактично припинилися.

## Характеристики

### Зовнішня будова
Зал, де встановлена GLaDOS, в свою чергу розміщується в великому висхідному приміщенні Лабораторії з безліччю містків. Вхід до зали GLaDOS перекритий полем антиекспропріації, що знищує внесені туди сторонні предмети. Перед входом на столі з комп'ютером встановлено червоний телефон, призначений для чергового, який повинен був підняти тривогу в разі виходу GLaDOS з-під контролю. Однак, ніхто так не встиг ним скористатися. Зал також містить екстрений знищувач модулів GLaDOS — спуск до доменної печі під комплексом.
Сама GLaDOS знаходиться посередині, більша її частина губиться у вишині. Нижня частина утворена рухомою конструкцією, на якій почеплено чип GLaDOS і модулі її особистості. Прямо під нею розташована платформа для обслуговування.

### Модулі особистості
Процесори GLaDOS, звані модулями особистості , є одним з найважливіших її компонентів — як було показано в Portal, знищивши всі процесори, Челл доводить комп'ютер до руйнування, а разом з ним і значну частину Лабораторії. Але ці компоненти не є обов'язковими — в Portal 2 GLaDOS повністю працездатна без додаткових модулів. Ймовірно, шкоди суперкомп'ютера завдає не лише відключення, але і підключення несправних модулів — у фінальній битві Portal 2 гравець користується цим. Незважаючи на те, що модулі є елементами GLaDOS, вони здатні до самостійної роботи. Їхній характер і поведінка пов'язані з тим, для чого був створений конкретний модуль. Модулі особистості виглядають як сфери приблизно одного метра в діаметрі, з різного кольору об'єктивами, оснащеними тримачами і портом з'єднання з GLaDOS та спеціальним панелям управління. Основний модуль GLaDOS, на якому міститься її особистість, так само може працювати автономно, але при цьому втрачає здатність керувати лабораторією. Всі модулі обладнано відеокамерами, мікрофоном, динаміком і контактом для підключення до панелей управління.
У Portal у GLaDOS було чотири модулі персональності:
 Модуль моралі — процесор, який містить в собі набір моральних принципів. Він був встановлений на GLaDOS, коли та застосувала в Лабораторії нейротоксини, убивши майже весь персонал Aperture Science. Втративши цього модуля в Portal, GLaDOS стала не тільки відкрито жорстокою, але й зміною голосу демонструвала свою людську основу.
 Модуль допитливості — від'єднаний від GLaDOS, модуль озирається на всі боки і без кінця ставить запитання на кшталт «Що це?» «А це що?» «Ой, а ти хто?» і т. д.
 Модуль інтелекту — нібито відповідає за розум, цей процесор при від'єднанні беземоційним механічним голосом промовляє довгий рецепт торта. Причому наприкінці рецепт стає все абсурднішим.
 Модуль емоцій — процесор, також званий «сферою гніву», який шалено крутиться в своєму тримачі і постійно видає злісне гарчання.
У фіналі Portal, коли Челл знищила GLaDOS, було показано складське приміщення Лабораторії, де на полицях покоїлося щонайменше сотня інших модулів персональності, які один за одним почали активуватися.
У Portal 2 з'ясовується, що згодом ці модулі перебиралися з нижніх рівнів в верхні, використовуючи для пересування спеціальні рейки, і стали новими господарями Лабораторії. Один з них, сором'язливий і одночасно балакучий модуль пом'якшення інтелекту на ім'я Вітлі, допомагає головній героїні Челл продовжувати свою подорож по Лабораторії порталів в надії на відповідну допомогу з його удосконаленням. Вітлі здається мирним модулем доти, поки не отримує повний контроль над лабораторією. В Portal 2 зустрічається ще кілька модулів персональності:
 Вітлі — його сконструювали для того, щоб знизити інтелект GLaDOS, тому є не вельми розумним. Згодом він доглядав за людьми, які знаходяться в консервації, дуже короткий час був главою комплексу і майже зруйнував лабораторію у прагненні продовжити експерименти. GLaDOS назвала його Модулем пом'якшення інтелекту.
 Модуль космосу — був створений для накопичення знань про Всесвіт, але замість цього збожеволів на темі космосу. Постійно говорить «Космос! Космос! Космос такий великий, треба подивитися все!» і т. д. У фіналі гри його мрії про космос збуваються — він потрапляє туди разом з Вітлі.
 Модуль пригод — який називає себе Ріком, звертається до головної героїні «Красуня!» і пропонує розібратися з ситуацією, попутно вітаючи її з «Днем вибуху».
 Модуль фактів — озвучує «факти» з науки та історії, іноді кажучи про героїню: «Через тебе ми всі помремо», і додаючи свої коментарі: «… Шредінгер придумав цей парадокс, щоб виправдати вбивство котів». Також висловлює свою думку про модулі — «Модуль пригод — хвалько і боягуз!», «Модуль космосу ніколи не полетить в космос!», А про себе говорить більш позитивно: «Модуль фактів — найкрасивіший!», «Модуль фактів — найрозумніший !». При цьому практично все, що він говорить, очевидним чином хибне.
Модулі допитливості і інтелекту, так само як і GLaDOS, були озвучені Еллен Маклейн, а за емоційний процесор гарчав вокаліст Майк Паттон, який відомий такими нестандартними голосовими формами і в своїй творчості.
Вітлі озвучував Стівен Мерчант. Модулі космосу, пригод і фактів озвучував Нолан Норт, і Михайло Георгіу.

### Характер
Характер, манера мови і фрази GLaDOS є основною часткою чорного гумору в  Portal . У спілкуванні з гравцем GLaDOS коментує дії Челл, але часом обманює її, а також заявляє, що той чи інший етап неможливо пройти; її фрази часто цинічні і припускають явне зневажливе ставлення до випробуваного. GLaDOS говорить підкреслено комп'ютерним голосом, а її репліки, як наслідок, виглядають логічно вірними, але надмірно детальними чи складеними невластиво для людини («Дякуємо за допомогу в допомозі нам допомагати всім вам»). Часто у GLaDOS бувають неполадки з голосом — змінюється тональність, мова, пропадають шматки її фраз, заміщаючи перешкодами і статичним шипінням. Невідомо, чи є це дійсно технічними неполадками, або ж жартами комп'ютера і її спробами приховати якісь деталі.
GLaDOS вважає сенсом свого існування сприяти розвитку науки. При цьому до людей вона ставиться, як до обладнання Лабораторії, намагаючись уникнути їх передчасної загибелі, але без вагань знищуючи, коли вважає це потрібним. У  Portal  вона мотивує Челл обіцянкою після всіх тестових камер грандіозної вечірки, але в кінці спрямовує дівчину у вогонь, коментуючи:
|  | Всі прилади Лабораторії порталів витримують температуру до чотирьох тисяч градусів за Кельвіном. Будьте спокійні, обладнання не вийде з ладу і не заподіє вам шкоди до того, як ви урочисто обернетеся на попіл. Дякуємо вам за участь в експериментальній комп'ютеризованої програмі збагачення досвідом. Прощавайте. |

Коли гравець знаходить GLaDOS, вона анітрохи не визнає своєї провини, а, навпаки, говорить, що він «розбив їй серце», всіляко виправдовує себе («Це не хоробрість, це вбивство. Що я тобі зробила?», «Я тобі хоч раз брехала? Я маю на увазі, в цьому залі») і висловлює образи і глузування на адресу гравця, одночасно намагаючись його вбити. За словами Еллен Маклейн, GLaDOS — це «маленький пасивно-агресивний комп'ютер, дуже самотній, якого всі зустрінуті люди намагаються вбити. Ще б їй не турбуватися!».
GLaDOS мотивує піддослідних отриманням торта. Протягом тестів, в камері № 18 вона каже, видаливши кілька слів з якоїсь фрази: «Експериментальний центр нагадує вам, що … ви … торт». У Portal гравець може знайти послання на стінах «Тортик — брехня», залишені попереднім піддослідним Дагом Ретменом як попередження про те, що GLaDOS обманює їх. Але незважаючи на це, наприкінці гри з'ясувалося, що згадуваний комп'ютером торт дійсно існував: він був показаний у фінальній заставці, знаходився в складському приміщенні разом з модулями персональності; опісля опускається механічна рука і гасить свічку на торті. У Portal 2 GLaDOS більше не згадує торт, але в кінці глави «Втеча» використовує його як наївну «приманку» — на фальшивих дверях написано «Аварійне відключення GLaDOS і видача торта».
Однак, «характер GLaDOS» як такий є не її властивістю, а радше її станом, оскільки залежить від її чисто технічного складу на той момент.
- Базовий модуль. Нейтрально-цинічний, схильний до насильства, високо цінує головну героїню, але воліє працювати з роботами як з більш керованими об'єктами.
- «Керолайн». Є частиною базового модуля до самого кінця Portal 2. Додає примхливості, егоїзму і постійне самовиправдання.
- Модулі Інтелекту, Допитливості, Моралі і Емоцій. Разом роблять GLaDOS цинічною і прагматичною, якою вона є в першій Portal.
- Інші модулі особистості. Цілий склад, але потенційного їх впливу на характер не показують.

## Пристрої GLaDOS
GLaDOS тримає під контролем більшу частину Лабораторії дослідження природи порталів. Незважаючи на те, що на момент  Portal Лабораторія давно пустує і, судячи з усього, в ній відсутній обслуговчий персонал, саме завдяки комп'ютеру вона функціонує. Зокрема, безперервно працює і обслуговується Центр розвитку, де проводяться випробування з портальною гарматою.
Камери спостереження GLaDOS, встановлені на стінах в Центрі розвитку, дозволяють їй відстежувати практично всі пересування випробовуваних — тому вона просить гравця не знищувати камери, «з метою дотримання безпеки». По всьому Центру проведена система, за допомогою якої GLaDOS може супроводжувати своїм голосом гравця. Також під час гри можна знайти радіоприймачі, в яких грає інструментальна версія пісні «Still Alive». Можливо, GLaDOS має можливість посилати радіосигнал всередині Центру. В Portal за межами Центру, де розташовуються офіси Aperture Science і індустріальні приміщення, на стінах теж можна зустріти пристрої стеження GLaDOS, через які вона намагається умовити Челл припинити бунт.
У Portal можна зустріти три типи бойових пристроїв, доступних управлінню GLaDOS: автоматичні турелі, ракетні турелі, панелі з шипами і розпилювачі нейротоксину

## Створення персонажа
Ідея введення GLaDOS в гру як персонажа, що відрізняється своєрідною чарівністю і чорним гумором виникла, коли розробники Portal прийшли до висновку, що гра, при всьому її незвичайному геймплеї, не виглядає настільки яскраво і не відрізняється великою індивідуальністю, як вони того хотіли. Сценаристом гри Еріком Уолпоу було розглянуто безліч різних варіантів GLaDOS, поки не був прийнятий остаточний образ персонажа як робота-лиходія. «Ви радієте, коли вирішуєте головоломку, посміхаєтеся, потім призупиняєтесь, щоб розчути її голос, смієтеся і заходите в ліфт.» (Кім Свіфт, провідний дизайнер Portal).
GLaDOS була озвучена Еллен Маклейн — оперною співачкою з Нешвілла (столиці штату Теннессі, США). Еллен вже займалася озвучуванням декількох персонажів з ігор компанії Valve: її голосом вимовляються оголошення диспетчера Альянсу в Half-Life 2 і коментатора в мережевому шутері Team Fortress 2 (таким чином, її голос можна почути у всіх продуктах набору The Orange Box). В кінці гри Portal Еллен виконує пісню GLaDOS для фінальних титрів під назвою «Still Alive».
Голос GLaDOS створювався в кілька етапів. Спочатку кожну репліку проганяли через програму, що перетворює текст в звук. Потім цей файл давали прослухати Еллен Маклейн. Вона відтворювала його якомога більш схоже, а потім робила кілька дублів, вичищаючи слова, які в комп'ютерній версії звучали нерозбірливо. Після цього оброблявся весь звук, щоб надати йому комп'ютерні інтонації.

## Роль в іграх

### Portal
Із самого початку Portal GLaDOS представляє Центр розвитку при Лабораторії дослідження природи порталів і спрямовує головну героїню гри, піддослідну Челл, з її камери відпочинку через всі випробування з портальною гарматою. Незабаром стає очевидним, що GLaDOS цінує Челл не більше, ніж просто власність Лабораторії, нарівні з обладнанням. У Тестової камері 16 GLaDOS повідомляє про недоступність наступного випробування «через планову перевірку», в результаті чого замінює його на смугу перешкод для солдатів-андроїдів, наповнену смертоносними турелями. У цій же камері Челл знаходить секретну кімнату, де немає камер стеження GLaDOS і в якій, очевидно, побував той, хто проходив випробування Лабораторії раніше. Наявність цієї таємної кімнати вказує, що ніякої планової перевірки не було, і GLaDOS просто збрехала. В кінці випробування вона називає Челл «андроїдом», вдаючи, що вона запрограмована на те, щоб сказати цю фразу роботу після закінчення тесту.
В кінці випробувань стає ясно, що GLaDOS ніколи не мала наміру дати Челл покинути Центр розвитку живою і спрямовує Челл на рухомій платформі у вогонь. Коли Челл вдається врятуватися і втекти за допомогою портальної гармати, голос GLaDOS втрачає колишній спокій, оскільки вона не очікувала такого повороту подій. Під час подорожі Челл поза програмою випробувань покинутими офісами і технічними зонами Aperture Science, GLaDOS вимагає від неї дотримуватися правил і повернутися назад, намагається ввічливо або з хитрістю зупинити втікачку, обіцяючи їй вечірку з тортом, а після вже погрожує вбити піддослідну.
У фіналі гри Челл добирається прямо до зали, де встановлена GLaDOS. Комп'ютер втрачає один зі своїх процесорів — модуль моралі, який дівчина спускає в екстрений знищувач. Втративши набір моральних принципів, GLaDOS отримує можливість активувати розпилювачі нейротоксинів, щоб убити Челл. Завадити знищенню інших модулів вона намагається, обстрілюючи Челл з ракетної турелі. Скориставшись порталами, Челл перенаправляє ракети в саму GLaDOS і по черзі знищує три інших процесора. Це спричиняє руйнування GLaDOS і всієї Лабораторії. Челл викидає на поверхню разом з уламками GLaDOS.

### Portal 2
Опритомнівши зі стану анабіозу, Челл зустрічає один з численних модулів особистості — Вітлі, який погоджується проводити її до рятувальної капсули. В результаті вони потрапляють в кімнату управління, де, намагаючись подати електрику на рятувальну капсулу, Вітлі випадково вмикає GLaDOS. Однак остання не поспішає мстити Челл; замість цього вона відновлює випробування з портальною гарматою і одночасно з цим береться за відновлення зруйнованої Лабораторії.
Через деякий час Вітлі вдається допомогти подрузі втекти. Вони вирішують знищити GLaDOS і слідують у цех з виробництва бойових турелей, де замінюють робочий зразок бракованим, чим спричиняють виробництво тільки бракованих виробів. Потім напарники знищують запаси нейротоксину, щоб позбавити GLaDOS і цієї зброї. Незабаром Челл і Вітлі розділяються, і дівчина потрапляє в пастку, влаштовану GLaDOS. Намагаючись убити втікачку, GLaDOS спочатку активує турелі, але, бачачи, що вони зламані, намагається випустити нейротоксин, також зазнаючи невдачі. Це дає час друзям замінити особистісний модуль суперкомп'ютера на Вітлі.
Отримавши контроль над комплексом, Вітлі спочатку має намір відпустити Челл (як і обіцяв), але потім різко змінює свою думку, кажучи, що вона зрадила його і взагалі нічим не допомагала. Він вирішує вбити її і скидає разом з модулем GLaDOS, яка тепер працює від картопляної батарейки, однак обом вдається вижити. Безпорадну GLaDOS схоплює птах, відносячи до свого гнізда в глибинах комплексу. Челл незабаром знаходить її, але GLaDOS настільки шокована, що до кінця гри буде згадувати цей інцидент. GLaDOS вмовляє дівчину взяти її з собою, мотивуючи це тим, що тепер вони об'єднані проти спільного ворога. З цього моменту і майже до самого кінця гри картоплина з GLaDOS буде поміщена на пристрій створення порталів.
Вимушені діяти спільно, вони проходять через численні занедбані приміщення, що показують весь історичний процес формування лабораторії від початку 1950-х і закінчуючи 1980-ми. Весь цей час їх супроводжує записаний на плівку голос засновника лабораторії Кейва Джонсона. Іноді в його бесіду втручається інший голос — його асистентки Керолайн. Поступово GLaDOS впізнає цей голос і згадає, що її основний модуль створений саме на основі Керолайн. Джонсон перед смертю зацікавився копіюванням свідомості на механічні носії. Свідомість Керолайн він заповів перенести в комп'ютер, за потреби насильно, щоб вона очолила проведення досліджень Aperture.
Вибравшись назовні, Челл знову виявляється залучена до проходження тестів, влаштованих Вітлі, однак тепер GLaDOS всіляко допомагає і підбадьорює дівчину. За час їх відсутності Вітлі встиг зруйнувати лабораторію, одержимий прагненням продовжувати дослідження. Згодом з'ясовується, що через його дії реактор комплексу перевантажується і загрожує вибухнути.
Пройшовши майже всі тести, Челл зустрічається з Вітлі. Картоплина з GLaDOS поміщається в контрольний пульт, а сама дівчина бере на себе відкриту боротьбу з суперкомп'ютером. В ході сутички Челл долає Вітлі, підключаючи браковані модулі до нього. Самого Вітлі вона телепортує на Місяць, який стає видно через руйнування приміщення. Челл сама ледве не гине, однак GLaDOS рятує її, взявши керування маніпулятором. Знову взявши під свій контроль лабораторію, GLaDOS починає її відновлення і дякує Челл за допомогу. Вона каже, що помилялася, вважаючи дівчину своїм ворогом, і тепер називає її своїм єдиним другом. GLaDOS визнає, що легше відпустити Челл, ніж вбити, і відправляє її на поверхню. Наостанок GLaDOS влаштовує для Челл прощальну пісню у виконанні турелей.

### Інше
В грі Poker Night 2 GLaDOS з'являється як дилер в покері.

## Вплив
Еллен Маклейн покликали озвучувати штучний інтелект в фільмі «Тихоокеанський рубіж» через то, що творців фільму вразила робота Маклейн над GLaDOS.

## Відгуки про персонажа
- GLaDOS зайняла четверте місце в рейтингу 100 найліпших лиходіїв, складеному порталом IGN. Серед лиходіїв відеоігор вона виявилася першою, поступившись тільки Дракулі, Джокеру і Дарту Вейдеру[2].
- У 2007 році GameSpot нагородила GLaDOS званням найкращого нового персонажа відеоігор.
- Журнал «Official Xbox Magazine» нагородив GLaDOS як Найкращого нового персонажа.
- GameSpy визнав GLaDOS найкращим персонажем.
- Журнал «Empire» поставив GLaDOS на 12 місце в списку 50 найкращих персонажів відеоігор[3].